# 1213
Високе Середньовіччя •  Золота доба ісламу •  Реконкіста •  Хрестові походи •  Київська Русь

## Геополітична ситуація
Візантійська імперія розпалася на кілька держав. Оттон IV є імператором Священної Римської імперії (до 1218), а Фрідріх II — королем Німеччини. Філіп II Август править у Франції (до 1223).
Апеннінський півострів розділений: північ належить Священній Римській імперії, середню частину займає Папська область, більша частина півдня належить Сицилійському королівству. Деякі міста півночі: Венеція, Піза, Генуя тощо, мають статус міст-республік, частина з яких об'єднана Ломбардською лігою.
Південь Піренейського півострова в руках у маврів. Північну частину півострова займають християнські Кастилія, Леон (Астурія, Галісія), Наварра, Арагонське королівство (Арагон, Барселона) та Португалія. Іоанн Безземельний є королем Англії (до 1216), а королем Данії — Вальдемар II (до 1241).
У Києві княжить Мстислав Романович Старий (до 1223), у Галичі — Володислав Кормильчич, у Володимирі-на-Клязмі ведуть боротьбу за престол сини Всеволода Великого Гнізда. Новгородська республіка та Володимиро-Суздальське князівство фактично відокремилися від Русі. У Польщі період роздробленості. На чолі королівства Угорщина стоїть Андраш II (до 1235).
В Єгипті, Сирії та Палестині править династія Аюбідів, невеликі території на Близькому Сході утримують хрестоносці. У Магрибі панують Альмохади. Сельджуки окупували Малу Азію. Хорезм став наймогутнішою державою Середньої Азії, а Делійський султанат — Північної Індії. Чингісхан розпочав свої завоювання. У Китаї співіснують держава ханців, де править династія Сун, держава чжурчженів, де править династія Цзінь, та держава тангутів Західна Ся. На півдні Індії домінує Чола. В Японії триває період Камакура.

## Події
- Галицьким князем оголосив себе боярин Володислав Кормильчич.
- Англійський король Іоанн Безземельний скорився Папі Римському Іннокентію III, і папа зняв накладений на Англію інтердикт.
- Папа Римський Іннокентій III закликав до П'ятого хрестового походу.
- Англійський флот завдав поразки французькому в битві під Дамме.
- На півдні Франції хрестоносці завдали поразки альбігойцям у битві при Мюре.
- Яків I став королем Арагонського королівства.
- Держава Альмохадів на півдні Іспанії та в Марокко почала розпадатися на дрібні тайфи.
- Монголи перейшли через Великий китайський мур і заполонили землі Цзінь за винятком Пекіна.

## Померли
- Тамара Велика, цариця Грузії